# Fed-modellen
Fed-modellen, som även kallas Fed’s Stock Valuation Model, FSVM, är en modell för aktievärdering skapad 1997 av Ed Yardeni. Modellen förutsäger om en investerare skall äga aktier eller obligationer utifrån bl.a. vinstförväntningar, dvs. förväntat P/E-tal , räntenivå för riskfria obligationer och marknadens riskpremie. Om det inverterade P/E-talet är högre än den långa räntan är börsen enligt FED-modellen undervärderad och tvärtom. Modellen vann snabb uppskattning av investerare i slutet av 1990-talet men saknar inte kritiker. Modellen bygger på information om framtida vinstförväntningar givna vid varje tillfälle, vilket inte var något som var praxis att ge på 1970-talet, varför den inte kan användas och kontrolleras bakåt längre än till 1979.